# 1949 en cyclisme
| Années du cyclisme : 1946 - 1947 - 1948 - 1949 - 1950 - 1951 - 1952    |
| Décennies du cyclisme : 1910 - 1920 - 1930 - 1940 - 1950 - 1960 - 1970 |

Les faits marquants de l'année 1949 en cyclisme.

## Par mois

### Février
19 février : le Français Raymond Guégan gagne la Ronde d'Aix-en-Provence.

### Mars
- 3 mars : dernière édition du Critérium international de cyclo-cross. Roger Rondeaux s'impose devant Jean Robic et Frans Decoster.
- 6 mars : le Français Antonin Canavese gagne le Grand Prix de Cannes.
- 8 mars : le Belge Raymond Impanis gagne À travers la Belgique.
- 13 mars : l'Italien Luigi Casola gagne Milan-Turin.
- 13 mars : le Belge André de Clerck gagne le Circuit Het Volk.
- 13 mars l'Espagnol Miguel Bover gagne le Trophée Masferrer.
- 13 mars : le Français Lucien Lazarides gagne la Course de côte du Mont Agel.
- 19 mars : comme l'an dernier, pour la troisième et dernière fois de sa carrière, Fausto Coppi remporte la classique Milan-San Remo. Il s'impose seul, avec plus de 4 minutes d'avance sur le deuxième, Vito Ortelli. Le Français Edouard Fachleitner a été le grand animateur de la course, il est l'auteur d'une l'échappée solitaire au long cours qu'il a mené devant tous les cracks du peloton. Il a résisté jusqu'au sommet du Capo Berta où il a été rejoint par Coppi. Ce dernier plonge seul vers San Remo et franchit la ligne d'arrivée avec 4 minutes et 17 secondes d'avance.
- 20 mars : le Belge Albert Decin gagne Kuurne-Bruxelles-Kuurne.
- 20 mars : le Belge Rik Van Steenbergen gagne le Tour du Limbourg.
- 27 mars : l'Italien italo Dezan gagne Sassari-Cagliari. L'épreuve ne sera disputée en 1950 et reprendra en 1951 dans le sens Cagliari-Sassari.
- 27 mars : le Français Jésus Moujica gagne le Grand Prix d'Aix-en-Provence. L'épreuve reprendra en 1954.
- 27 mars : le Belge André Declerck gagne le Circuit des Régions Flamandes.

### Avril
- 3 avril : le Belge Marcel Kint gagne Gand-Wevelgem.
- 3 avril : le Français Emile Idée gagne le Critérium national de la route pour la troisième fois. Il faut lui ajouter ses 2 succès obtenus en zone occupée.
- 3 avril : 1re des 5 manches du championnat d'Italie sur route, l'Italien Adolfo Leoni gagne le Tour du Piémont.
- 9 avril : l'Argentin José Serra gagne le Grand Prix de Pâques.
- 10 avril : l'Italien Fiorenzo Magni gagne le Tour des Flandres.
- 10 avril : l'Italien Sergio Pagliazzi gagne le Tour de la province de Reggio de Calabre.
- 10 avril : l'Italien Paul Neri gagne le Grand Prix de Nice.
- 10 avril : le Français Jean Robic gagne la Course de côte du Mont Faron en ligne pour la deuxième année d'affilée.
- 10 avril : l'Espagnol Jesus Lorono gagne la Subida a Arrate.
- 13 avril : le Belge Rik Van Steenbergen gagne la Flèche wallonne, devant Edward Peeters et Fausto Coppi. Ce dernier se plaint d'avoir été rejoint grâce à l'abri des voitures suiveuses.
- 18 avril : 47e édition de Paris-Roubaix. À l'arrivée, André Mahé, Frans Leenen et Jésus Moujica sont mal aiguillés et n'arrivent pas au vélodrome de Roubaix par l'entrée prévue. Mahé et Serse Coppi, vainqueur du sprint du peloton, seront déclarés vainqueurs ex æquo plusieurs mois plus tard.
- 18 avril : le Belge Julien Ardijns gagne le Circuit des 11 villes.
- 18 avril : l'Espagnol José Serra gagne le Grand Prix de Pâques.
- 19 avril : le Français Jean Rey gagne Paris-Camembert.
- 24 avril : le Français Maurice Diot gagne Paris-Bruxelles.
- 24 avril : le Français Henri Massal gagne la première édition du Midi Libre.
- 25 avril : l'Italien Virginio Salimbeni gagne le Tour du Latium disputé par étapes.
- 27 avril : le Belge Ernest Sterckx gagne la Nokere Koerse.

### Mai
- 1er mai : le Français Camille Danguillaume gagne Liège-Bastogne-Liège.
- 1er mai : l'Italien Luciano Maggini gagne le Grand Prix de Prato.
- 1er mai : l'Italien Giuseppe Minardi gagne le Trophée Matteotti.
- 1er mai : le Français Apo Lazarides gagne la Polymultipliée.
- 1er mai : le Suisse Fritz Schaer gagne "A travers Lausanne". L'épreuve ne reprendra qu'en 1967.
- 1er mai : le Belge Omer Dhaenens gagne le Grand Prix Hoboken.
- 8 mai : le Suisse Fritz Schaer gagne le Championnat de Zurich.
- 8 mai : 2e manche du championnat d'Italie sur route, l'Italien Fausto Coppi gagne le Tour de Romagne pour la troisième fois. Il s'échappe dans le Mont Trebbio, parcourt seul les 60 derniers kilomètres et s'impose avec 3 minutes et 50 secondes d'avance sur son compatriote Fiorenzo Magni.
- 15 mai : l'Italien Gino Bartali gagne le Tour de Romandie.
- 15 mai : le Belge Albert Ramon gagne Paris-Tours.
- 15 mai : le Néerlandais Gerrit Schulte gagne le Tour des Pays-Bas.
- 15 mai : l'Espagnol Miguel Gual gagne la Vuelta a los Puertos.
- 21 mai : départ du Tour d'Italie à Palerme, il comprend 19 étapes 4 jours de repos. Toutes les arrivées d'étapes donnent droit à des bonifications. 12 cols donnent également des bonifications à leur sommet. Tout va se jouer entre Italiens. La première étape Palerme-Catane est remportée par Mario Fazio qui prend ainsi le maillot rose de leader, il bat au sprint Andrea Carrea son compagnon d'échappée.
- 22 mai : Ernest Sterckx gagne le Tour de Belgique
- 22 mai : l'Italien Sergio Maggini gagne en solitaire la 2e étape du Tour d'Italie Catane-Messine devant Giordano Cottur qui prend le maillot rose.
- 23 mai : l'Italien Guido de Santi gagne la 3e étape du Tour d'Italie Villa San Giovanni-Cosenza en solitaire.
- 24 mai : profitant du parcours vallonné de la 4e étape du Tour d'Italie Cosenza-Salerne, Fausto Coppi s'offre au sprint le gain de la victoire devant ses compagnons d'échappée et revient à 2 minutes 58 secondes du leader au classement général. Il y a repos le 25 mai.
- 24 mai le Belge Michel Remue gagne le Circuit Mandel-Lys-Escaut.
- 25 mai : le Luxembourgeois Jean Diederich gagne le Tour de Luxembourg.
- 26 mai : Serafino Biagioni gagne la 5e étape du Tour d'Italie Salerne-Naples au terme d'une belle échappée solitaire.
- 26 mai : l'Espagnol José Serra devient champion d'Espagne sur route.
- 26 mai : le Français Robert Dorgebray gagne les Boucles de la Seine.
- 26 mai : le Belge Norbert Callens gagne le Circuit des Ardennes Flamandes.
- 27 mai : Mario Ricci gagne la 6e étape du Tour d'Italie Naples-Rome en réglant au sprint un groupe d'échappée.
- 28 mai : Adolfo Leoni garde sur la ligne d'arrivée, de la 7e étape du Tour d'Italie Rome-Pesaro, 30 secondes sur Luciano Maggini. Avec la bonification, il devient 4e au classement général à 55 secondes du leader qui redevient Mario Fazio.
- 29 mai : l'Espagnol Jésus Mujica gagne Bordeaux-Paris.
- 29 mai : Luigi Casola bat au sprint Adolfo Leoni à l'arrivée de la 8e étape du Tour d'Italie Pesaro-Venise, c'est le premier sprint de peloton depuis le début de l'épreuve. Par le jeu des bonifications, Leoni se rapproche à 10 secondes du maillot rose de leader. Il y a repos le 30 mai.
- 31 mai : Adolfo Leoni s'empare enfin du maillot de leader qu'il convoitait depuis quelques étapes en gagnant la 9e étape du Tour d'Italie Venise-Udine, il possède 4 minutes et 43 secondes d'avance sur Mario Fazio second au classement général.

### Juin
- 1er juin : Giovanni Corrieri gagne en solitaire la 10e étape du Tour d'Italie Udine-Bassano. Avant les Dolomites Adofo Leoni reste leader, Fausto Coppi est 10e à 9 minutes 41 secondes et Gino Batali est 12e à 10 minutes et 41 secondes.
- 2 juin : Première étape de haute montagne dans les Dolomites Bassano-Bolzano pour le compte de la 11e étape du Tour d'Italie. Fausto Coppi est devancé par Gino Bartali pour le Gain de la bonification au col de Rolle, alors il par seul dans le col du Pordoï glane la bonification au sommet et continue encore seul dans le col de Gardena où il rafle encore la bonification. Bartali est à 6 minutes et 40 secondes au sommet. Coppi sent le maillot rose à sa portée ne relâche pas son effort et franchit la ligne d'arrivée 6 minutes 58 secondes devant Adolfo Leoni qui sauve son maillot rose en empochant la bonification du 2e de l'étape. Au Classement général 28 secondes séparent désormais les deux hommes, Bartali est 3e à 10 minutes et 11 secondes. Il y a repos le 3 juin.
- 4 juin : le fidèle équipier de Fausto Coppi, Oreste Conte règle au sprint un groupe d'échappés et remporte la 12e étape du Tour d'Italie Bolzano-Modène. Adolfo Leoni prend 15 secondes de bonification supplémentaires, il a donc 43 secondes d'avance sur Fausto Coppi au classement général.
- 5 juin : dans la 13e étape du Tour d'Italie Modène-Montecatini, Fausto Coppi tente en vain de prendre le maillot de leader. Il essaie de prendre la bonification accordée au col de l'Abetone mais il est devancé par Alfredo Pasotti et Gino Bartali. Il empoche tout de même les 15 secondes du troisième. Cela n'est pas assez pour décrocher le maillot rose, alors il sprinte pour la victoire d'étape mais est battu par Adolfo Leoni. Coppi prend les 30 secondes du deuxième d'étape soit en tout 45 secondes. Mais Leoni prend la minute de bonification accordée au vainqueur d'étape, résultat Coppi se retrouve à 58 secondes de Leoni au classement général.
- 5 juin : le Suisse Fritz Zbinden gagne le Grand Prix de Genève. L'épreuve ne reprendra qu'en 1958.
- 6 juin : les Frères Vittorio et Vincenzo Rossello animent la 14e étape du Tour d'Italie Montecatini-Gênes, c'est le dernier nommé qui remporte le sprint d'une échappée à 3 devant Silvio Pedroni, Vittorio est troisième à 6 secondes. Adolfo Leoni gagne le sprint du peloton à 2 minutes et 2 secondes mais la quatrième place n'octroie pas de secondes de bonification. Fausto Coppi non plus n'a pu glaner de bonification au col du Bracco puisqu'il franchit le sommet quatrième derrière Alfredo Pasotti, Nedo Logli et Gino Bartali.
- 6 juin : le Belge Georges Claes gagne le Circuit de Flandre Orientale.
- 6 juin : le Français Adolphe Deledda gagne le Tour du Doubs.
- 7 juin : Luciano Maggini gagne la 15 étape du Tour d'Italie Gênes-San Remo en réglant au sprint un groupe de 9 coureurs. Il y a repos le 8 juin.
- 7 juin : le Français Lucien Lazarides gagne le Dauphiné libéré.
- 9 juin : pour le compte de la 16e étape du Tour d'Italie San Remo-Cuneo, Oreste Conte gagne une nouvelle fois en s'imposant au sprint devant ses 9 compagnons d'échappée. Au col de Nava, Vittorio Rosselo empoche 1 minute de bonification, Gino Bartali 30 secondes et Fausto Coppi 15 secondes. Au classement général avant la grande étape des Alpes Adolfo Leoni devance Fausto Coppi de 43 secondes et Gino Bartali de 10 minutes et 11 secondes.
- 10 juin : à Pignerol, Fausto Coppi gagne la 17e et antépénultième étape du Tour d'Italie Cuneo-Pinerolo. S'échappant dans le col de la Maddalena (col de Larche Français), il parcourt seul les 190 derniers kilomètres en franchissant les cols de Vars de l'Izoard, du Mont Genèvre et enfin de Sestrières. Il arrive avec 12 minutes d'avance sur Gino Bartali, deuxième auxquelles il faut ajouter les bonifications prises au sommet des cols et à l'arrivée de l'étape. Au classement général il devient leader avec 23 minutes et 20 secondes d'avance sur Gino Bartali. C'est une des plus longues sinon la plus longue échappée solitaire de sa carrière.
- 11 juin : Antonio Bevilacqua gagne le contre la montre de la 18e étape du Tour d'Italie entre Pinerolo et Turin. Fausto Coppi pourtant favori, mais nanti d'une avance considérable ne force pas son talent et termine quatrième à 2 minutes et 8 secondes de Bevilacqua. Il accentue cependant son avance sur Gino Bartali huitième de l'étape à 1 minute et 12 secondes de Coppi dont il est séparé à présent de 24 minutes et 32 secondes au classement général.
- 12 juin : la 19e et ultime étape du Tour d'Italie Turin-Milan est remportée au sprint sur l'autodrome de Monza par Giovanni Corrieri devant tout le peloton. Gino Bartali a gagné la minute de Bonification au col du Ghisallo et Fausto Coppi les 15 secondes du troisième de l'étape. Au classement général final Fausto Coppi remporte son troisième Tour d'Italie et le classement du Grand Prix de la montagne. Gino Bartali finit deuxième à 23 minutes 47 secondes Giordano Cottur est troisième à 38 minutes et 27 secondes. Giancarlo Astrua remporte le maillot blanc du meilleur coureur indépendant.
- 12 juin : le Suisse Ferdi Kubler gagne le Tour du Nord Ouest Suisse pour la deuxième fois.
- 19 juin : 3e manche du championnat d'Italie sur route. L'Italien Annibale Brasola gagne le Tour du Latium. L'épreuve ne sera pas disputée en 1950 et reprendra en 1951.
- 19 juin : le Britannique A D Newman devient champion de Grande-Bretagne sur route NCU.
- 19 juin : le Britannique Robert Thom devient champion de Grande-Bretagne sur route BLRC.
- 19 juin : le Néerlandais Jefke Janssen devient champion des Pays-Bas sur route pour la deuxième fois.
- 19 juin : le Luxembourgeois Willy Kemp devient champion du Luxembourg sur route.
- 19 juin : le Suisse Ferdi Kubler conserve son titre de champion de Suisse sur route.
- 19 juin : le Belge Valère Ollivier devient champion de Belgique sur route.
- 19 juin : le Français Jean Rey devient champion de France sur route.
- 20 juin : le Français Marcel Dussault gagne Paris-Bourges pour la deuxième année d'affilée.
- 25 juin : le Belge Constant Verschuren gagne le Circuit de Belgique centrale. L'épreuve ne sera pas disputée en 1950 et reprendra en 1951.
- 26 juin : le Suisse Ferdi Kubler gagne le Tour des 4 Cantons.
- 30 juin : départ du 36e Tour de France à Paris.  Le barème des bonifications est inchangé pour les arrivées d'étapes et au sommets des cols de première catégorie. Pour les cols de 2e catégorie le 1er au sommet obtient 40 secondes de bonification et le second 20 secondes, une bonification de 20 secondes est créée aux sommets des cols de 3e catégorie. La 1re étape Paris-Reims est remportée par le Français Marcel Dussault, 2e le Français Léon Jomaux à 25 secondes, 3e le Français Eloi Tassin même temps, d'autres hommes suivent et le Français Albert Dolhats 9e à 1 minute 49 secondes remporte le sprint du peloton. Dussault est le 1er maillot jaune de l'épreuve, 2e Jomaux à 55 secondes, 3e Tassin à 1 minute 25 secondes.

### Juillet
- 1er juillet : le Belge Roger Lambrecht gagne la 2e étape du Tour de France Reims-Bruxelles en battant au sprint son compagnon d'échappée, le Français Jacques Marinelli, 3e le Français Lucien Teissère à 1 minute 16 secondes. Suivent d'autres hommes intercalés comme les Français Léon Jomaux 7e à 2 minutes 42 secondes et Eloi Tassin 8e à 2 minutes 45 secondes, puis le Suisse Ferdi Kubler 9e 3 minutes 17 secondes remporte le sprint du groupe des favoris. Le Français Marcel Dussaut 31e à 4 minutes 5 secondes perd le maillot jaune. Au classement général Lambrecht prend également le maillot jaune, 2e Marinelli à 1 minute 17 secondes, 3e Jomaux à 3 minutes 12 secondes.
- 2 juillet : à l'issue d'un sprint à trois, le Belge Norbert Callens gagne la 3e étape du Tour de France Bruxelles-Boulogne, 2e le Français Cesar Marcellak, 3e le Français Florient Mathieu tous même temps. D'autres hommes suivent et le Français Maurice Diot 13e à 7 minutes 10 secondes remporte le sprint du peloton. Au classement général Callens prend le maillot jaune, 2e le Belge Roger Lambrecht à 1 minute 41 secondes, 3e le Français Jacques Marinelli à 2 minutes 58 secondes.
- 3 juillet : le Français Lucien Teissere gagne la 4e étape du Tour de France Boulogne-Rouen au sprint devant son compagnon d'échappée le Français Jacques Marinelli 2e, l'Italien Mario Ricci est 3e à 3 minutes 46 secondes, d'autres coureurs sont intercalés et le Suisse Ferdi Kubler 18e à 12 minutes 58 secondes remporte le sprint du groupe des favoris où se trouve le Belge Norbert Callens porteur du maillot jaune. Le Belge Roger Lambrecht termine 14e à 9 minutes 37 secondes. Marinelli qui a su prendre les bonnes échappées depuis le début de l'épreuve prend le maillot jaune, 2e Teissère à 1 minute 53 secondes, 3e Ricci à 6 minutes 42 secondes.
- 3 juillet : le Belge Maurice Van Herzele gagne le Tour des 3 Provinces Belge.
- 4 juillet : la cinquième étape du Tour de France Rouen-Saint Malo est très mouvementée. L'Italien Fausto Coppi provoque une cassure et entraîne dans son sillage l'Italo-Français Fermo Camellini, l'Italien Pierre Brambilla, le Belge Marcel Dussault, le Suisse Ferdi Kubler et les Français Bernard Gauthier, Marcel Dupont, Pierre Tacca, Jacques Marinelli. Ce dernier trouvant encore la bonne échappée. Ce groupe possède 6 minutes d'avance à Mouen (après Caen), c'est alors qu'une spectatrice fait faire un écart à Marinelli, cela provoque la chute de Coppi derrière lui. Le vélo de Coppi est brisé, il refuse de prendre le vélo qu'on lui tend car c'est celui de son équipier l'Italien Mario Ricci et décide d'attendre son vélo de rechange qui est sur la voiture de son directeur sportif l'Italien Alfredo Binda qui suit lui son compatriote Gino Bartali. Il est dépanné au bout de 7 minutes. À l'avant de la course Kubler met les bouchées doubles et seuls restent dans sa roue les Français Gauthier, Tacca, Marinelli et Dupont et c'est dans cet ordre que le Suisse les bat sans problème au sprint à l'arrivée. Suivent d'autres coureurs et le Français Jean Robic 6e remporte le sprint du groupe des favoris qui arrive avec 5 minutes et demi de retard et où se trouvent les Italiens Gino Bartali 9e et Fiorenzo Magni 13e. Le sprint du peloton est remporté par le Français Lucien Teissère 27e à 18 minutes 43 secondes, Fausto Coppi 34e passe la ligne d'arrivée dans le même temps et se retrouve vingt cinquième au classement général à 36 minutes et 55 secondes de Jacques Marinelli. Ce dernier devient un solide leader puisqu'il possède 14 minutes et 38 secondes d'avance sur son second l'Italien Fiorenzo Magni et 15 minutes 2 secondes sur Kubler 3e. Dans la soirée Fausto Coppi annonce son abandon, il reproche à Binda d'avoir suivi Bartali alors que lui était échappé en tête. Le directeur sportif Italien sait trouver les mots pour crever l'abcès, Coppi continue la course.
- 5 juillet : le Français Adolphe Deledda gagne détaché la 6e étape du Tour de France Saint-Malo-Les Sables-d'Olonne. Il y a repos le 6 juillet.
- 6 juillet : le Belge Georges Claes gagne le Circuit des Monts du Sud-Ouest.
- 7 juillet : la septième étape du Tour de France, contre-la-montre, entre Les Sables-d'Olonne et La Rochelle, est gagnée par Fausto Coppi. C'est sa première victoire d'étape dans le Tour de France, le Suisse Ferdi Kubler toutefois lui résiste en terminant 2e à 1 minute et trente-deux secondes sur un parcours de 92 km, 3e le Belge Rik Van Steenbergen à 2 minutes 47 secondes. L'Italien Gino Bartali termine 6e à 4 minutes 31 secondes. Le Français Jacques Marinelli finit 22e à 7 minutes 32 secondes et l'Italien Fiorenzo Magni arrive 48e à 10 minutes 1 secondes. À noter que le Français Louison Bobet transparent depuis le début du Tour se classe 54e à 10 minutes 36 secondes. Le grand perdant du jour est cependant le Français Jean Robic 58e à 10 minutes 59 secondes. Au classement Général le Français Jacques Marinelli reste maillot jaune avec 8 minutes et 32 secondes d'avance sur son second Kubler, 3e Magni à 17 minutes 27 secondes. Bartali est 7e à 20 minutes 21 secondes. Fausto Coppi reprend 8 minutes et 32 secondes à Marinelli et remonte à la quatorzième place à 28 minutes et 33 secondes du Français.
- 8 juillet : surprise à l'arrivée de la 8e étape du Tour de France La Rochelle-Bordeaux le Français Guy Lapébie gagne au sprint devant le Belge Rik Van Steenbergen 2e, 3e le Français Pierre Tacca. Suivent d'autres coureurs et l'Italien Gino Sciardis 16e à 2 minutes 6 secondes remporte le sprint du peloton. Au classement général : 1er le Français Jacques Marinelli, 2e le Suisse Ferdi Kubler à 8 minutes 32 secondes, 3e Tacca à 15 minutes 44 secondes.
- 9 juillet : le Français Louis Caput gagne au sprint la 9e étape du Tour de France Bordeaux-Saint Sébastien en battant au sprint le Belge Stan Ockers 2e, l'Italien Luciano Pezzi 3e, le Belge Marcel de Mulder 4e et le Belge Marcel Dupont 5e, tous compagnons d'échappée, même temps. Après d'autres coureurs intercalés, le Belge Rik Van Steenbergen 19e à 3 minutes 51 secondes remporte le sprint du peloton. Au classement général : 1er le Français Jacques Marinelli, 2e le Suisse Ferdi Kubler à 8 minutes 32 secondes, 3e Marcel Dupont à 13 minutes 45 secondes.
- 10 juillet : au terme d'une belle échappée l'Italien Fiorenzo Magni remporte la 10e étape du Tour de France Saint Sébastien-Pau devant le Belge Raymond Impanis 2e, son compatriote Serafino Biagioni 3e et le Français Edouard Fachleitner 4e, ses compagnons d'échappée. Le Français Raphaël Geminiani termine 5e à 18 minutes 13 secondes et le Suisse Ferdi Kubler 6e à 20 minutes 36 secondes remporte le sprint du peloton. Au classement général, Magni revêt de la même occasion le maillot jaune, 2e le Français Jacques Marinelli à 4 minutes 9 secondes, 3e Fachleitner à 10 minutes 51 secondes. Le Français Louison Bobet abandonne victime d'un anthrax à la cuisse. Il y a repos le 11 juillet.
- 12 juillet : le Français Jean Robic gagne la 11e étape du Tour de France Pau-Luchon devançant sur la ligne Lucien Lazarides 2e et l'Italien Fausto Coppi 3e de 57 secondes. L'Italien Gino Bartali est 6e à 4 minutes 37 secondes, le Français René Vietto vétéran du peloton surprend agréablement terminant 8e à 7 minutes 49 secondes, 9e le Français Edouard Fachleitner à 7 minutes 52 secondes, 13e le Français Robert Chapatte (le futur commentateur télé du Tour) à 9 minutes 11 secondes. Le Suisse Ferdi Kubler finit 26e à 14 minutes 44 secondes, le Français Jacques Marinelli arrive 29e à 15 minutes 5 secondes, l'Italien Fiorenzo Magni se classe 31e à 16 minutes 3 secondes. Coppi a glané des bonifications aux sommets des cols du jour : l'Aubisque, le Tourmalet, Aspin et Peyresourde. Après avoir franchi le col d'Aubisque avec 1 minute et 32 secondes d'avance, Il est repris à cause d'une crevaison par Lazarides et Robic. Mais il repart et franchit le col du Tourmalet en tête. Il est rejoint une deuxième fois et est distancé dans la descente du col de Peyresourde encore à cause d'une crevaison. Au classement général, Fiorenzo Magni reste maillot jaune pour 2 minutes et 40 secondes sur le Français Edouard Fachleitner second, 3 minutes et 11 secondes sur Jacques Marinelli 3e, 11 minutes 22 secondes sur Ferdi Kubler 4e. Les Italiens Gino Bartali et Fausto Coppi sont 8e et 9e à 13 minutes et 4 secondes pour Bartali et 14 minutes et 46 secondes pour Coppi. Jean Robic réalise une belle opération en revenant à la 10e place à 14 minutes et 54 secondes.
- 13 juillet : le Belge Rik Van Steenbergen gagne, au sprint devant un groupe de 11 coureurs, la 12e étape du Tour de France Luchon-Toulouse, 2e le Belge Marcel Kint, 3e le Français Roger Le Nizerhy. Le Français Roger Levêque 12e à 38 secondes remporte le sprint du peloton. Au classement général, sans que cela soit expliqué, l'Italien Fiorenzo Magni maillot jaune, perd 30 secondes sur ses rivaux, 2e le Français Edouard Fachleitner à 2 minutes 10 secondes, 3e le Français Jacques Marinelli à  2 minutes 41 secondes. (MERCI DE RENSEIGNER SI MAGNI A PRIS UNE PENALISATION DE 30 SECONDES).
- 14 juillet : le Français Emile Idée gagne devant ses quatre compagnons d'échappée la 13e étape du Tour de France Toulouse-Nimes, 2e le Belge Roger Lambrecht, 3e le Belge Marcel Dupont, suivent d'autres hommes intercalés et le Luxembourgeois Jean Diederich 7e à 4 minutes 16 secondes remporte le sprint du peloton.
- 15 juillet : le Luxembourgeois Jean Goldschmitt gagne en solitaire la 14e étape du Tour de France Nimes-Marseille qui emprunte le col de la Gineste puis plonge sur le stade vélodrome, 2e le Français Jean Blanc à 1 minute 51 secondes, 3e à 2 minute 40 secondes le Français Jean Robic qui remporte le sprint du peloton.
- 16 juillet : le Belge Désiré Keteleer gagne au sprint, devant le Français Emile Idée 2e et l'italien Guido de Santi 3e, la 15e étape du Tour de France Marseille-Cannes lors d'un sprint à 8. Le Français Florent Mathieu 9e à 12 minutes 29 secondes remporte le sprint du peloton. Pas de changement en tête du classement général.  Il y a repos le 17 juillet.
- 18 juillet : étape Cannes-Briançon qui emprunte les cols d'Allos de Vars et de l'Izoard. Le jour de ses 35 ans, Gino Bartali gagne la seizième étape du Tour de France à Briançon et prend le maillot jaune, à l'issue d'une échappée en compagnie de Fausto Coppi 2e même temps qui le suit au classement général à 1 minute et 22 secondes. Le Français Jean Robic a été le plus combatif derrière en prenant la troisième place à 5 minutes et 6 secondes de Bartali. Le Français Jacques Marinelli termine 6e à 9 minutes 27 secondes, l'Italien Fiorenzo Magni finit 8e à 12 minutes 12 secondes. Le Français Edouard Fachleitner 25e à 23 minutes 41 secondes perd le Tour. Au classement général derrière les deux Italiens, le Français Jacques Marinelli 3e pointe à 1 minute et 24 secondes et peut encore croire en ses chances, pareil pour l'Italien Fiorenzo Magni quatrième à 1 minute et 28 secondes. Ensuite c'est le trou le Belge Stan Ockers étant cinquième à 7 minutes et 29 secondes.
- 18 juillet : le Français Eugène Dupuis gagne le Grand Prix de Fourmies.
- 19 juillet : nouvelle échappée commune de Coppi et Bartali durant la dix-septième étape Briançon-Aoste qui emprunte les cols du Montgenèvre, du Mont Cenis de l'Iseran et enfin du Petit-Saint Bernard. Après une crevaison et une chute de Bartali dans la descente du col du Petit saint Bernard, Coppi s'impose à Aoste avec près de 5 minutes d'avance sur Bartali 2e et 10 minutes sur le Français Jean Robic 3e, toujours le plus combatif derrière. Robic remporte au sprint le Groupe des poursuivants où se trouvent les autres favoris. Avec les bonifications Coppi prend le maillot jaune avec 3 minutes et 57 secondes d'avance sur Gino Bartali second, 12 minutes et 8 secondes sur le Français Jacques Marinelli 3e, 18 minutes et 13 secondes sur le Belge Stan Ockers 4e, le Français Jean Robic est à la cinquième place à 20 minutes et 10 secondes. Il y a repos le 20 juillet.
- 21 juillet : les favoris se neutralisent et l'Italien Vincenzo Rossello gagne au sprint devant son compatriote et compagnon d'échappée Bruno Pasquini la 18e étape du Tour de France Saint Vincent d'Aoste-Lausanne qui emprunte les cols du Grand Saint-Bernard et des Mosses et la Corniche de Lausanne. Le Suisse Gottfried Weilenmann est 3e à 5 minutes et le Belge Stan Ockers 4e à 11 minutes 21 secondes remporte le sprint du peloton.  Des bonifications sont prises à ces sommets modifiant les écarts au classement général. L'Italien Fausto Coppi est toujours maillot jaune devant son compatriote Gino Bartali second à 3 minutes et 3 secondes, troisième le Français Jacques Marinelli à 12 minutes et 38 secondes, quatrième le Belge Stan Ockers à 18 minutes et 43 secondes, cinquième le Français Jean Robic à 20 minutes.
- 22 juillet : le Français Raphaël Geminiani gagne au sprint la 18e étape du Tour de France Lausanne-Colmar devant son compagnon d'échappée le Français Jean Marie Goasmat 2e. Le Luxembourgeois Jean Diederich est 3e à 6 minutes 7 secondes et le Français Jean Robic 6e à 7 minutes 12 secondes remporte le sprint du peloton. Pas de changement en tête du classement général.
- 23 juillet : au cours de la vingtième étape, Fausto Coppi écrase le contre-la-montre de 137 km entre Colmar et Nancy qui emprunte le col du Bonhomme. Au bout de 45 km, il a déjà rattrapé le Français Jacques Marinelli le troisième au classement général. Il rejoint Jean Robic et Stan Ockers, partis respectivement 12 et 8 minutes avant lui, et met hors-délai 20 coureurs, repêchés par la direction de course. Il gagne avec 7 minutes et 2 secondes d'avance sur Bartali deuxième, 8 minutes 40 secondes sur le Luxembourgeois Jean Goldschmit troisième et 11 minutes 15 secondes sur le Français Jacques Marinelli quatrième. Au classement général Coppi devance son compatriote Gino Bartali  2e de 10 minutes et 55 secondes et Jacques Marinelli 3e de 25 minutes et 13 secondes. Le Belge Stan Ockers s'écroule dans l'étape (30e à 25 minutes 2 secondes) et perd la quatrième place au général au profit du Français Jean Robic (7e de l'étape à 13 minutes 8 secondes) qui est à 33 minutes et 8 secondes de Coppi au général.
- 23 juillet : l'Allemand Harry Saager gagne le Tour de R F A.
- 24 juillet : le Belge Rik Van Steenberger gagne au sprint la 21e et ultime étape du Tour de France Nancy-Paris. Il savait qu'il n'était pas sélectionné dans l'équipe Belge en vue du championnat du monde sur route et qu'il lui faut un succès pour changer l'opinion du sélectionneur. Voilà qui est fait au terme d'un sprint qu'il enlève sur la piste du Parc des Princes devant son compatriote Stan Ockers 2e et l'Italien Giovanni Corrieri 3e. Fausto Coppi remporte le Tour de France. Il devient le premier coureur à remporter cette course et le Giro la même année. L'Italien remporte aussi le Grand Prix de la Montagne. Son dauphin est son compatriote Gino Bartali à 10 minutes et 25 secondes, le Français Jacques Marinelli est sur la troisième marche du podium à 25 minutes et 13 secondes.
- 31 juillet : l'Espagnol Vicente Aramburu gagne le Grand Prix de Villafranca.

### Août
- 2 août : le Belge Roger de Corte gagne le Grand Prix de l'Escaut.
- 6 août : le Suisse Gottfried Weilenmann gagne le Tour de Suisse.
- 7 août : l'Italien Guido de Santi gagne Milan-Modène.
- 8 août : le Belge Jacques Geus gagne le Grand prix de Wallonie.
- 18 août : l'Espagnol Felix Vidauretta gagne le Grand Prix de LLodio.
- 21 août : l'Italien Renzo Soldani gagne la Coupe Placci.
- 21 août : à Copenhague (Danemark) le Belge Rik Van Steenbergen remporte au sprint le championnat du monde sur route professionnel. Il bat au sprint le Suisse Ferdi Kübler médaille d'argent et l'Italien Fausto Coppi médaille de bronze. Le Néerlandais Henk Faanhof est champion du monde amateur.
- 22-28 août : championnats du monde de cyclisme sur piste au vélodrome d'Ordrup de Copenhague. Le Britannique Reginald Harris est champion du monde de vitesse professionnelle. L'Australien Sydney Patterson est champion du monde de vitesse amateur. L'Italien Fausto Coppi est champion du monde de poursuite professionnelle pour la deuxième fois. Le Danois Knud Andersen est champion du monde de poursuite amateur.
- 23 août : le Belge Maurice Blomme gagne le Grand Prix de Zottegem.
- 28 août : l'Italien Dino Rossi gagne le Tour des Apennins.
- 28 août : l'Italien Luigi Massei gagne le Grand Prix de Camaiore.
- 28 août : le Français Emile Rol gagne le Grand Prix de Monaco.
- 30 août : le Belge Ward Peeters gagne la Coupe Sels.

### Septembre
- 4 septembre : l'Italien Fiorenzo Magni gagne le Tour de Toscane.
- 6 septembre : le Belge Albrecht Ramon gagne le Grand Prix de Brasschaat.
- 6 septembre : le Français Louison Bobet gagne le Circuit des Boucles de l'Aulne.
- 11 septembre : 4e manche du championnat d'Italie sur route, l'Italien Fausto Coppi gagne le Tour de Vénétie pour la deuxième fois. Il s'échappe dans le Pian delle Fugazze et résiste au peloton pendant 120 km, jusqu'à Padoue où il franchit la ligne d'arrivée 4 minutes et 20 secondes avant son compatriote Giulo Bresci.
- 11 septembre : le Français Paul Delrue gagne le Grand Prix d'Isbergues.
- 13 septembre : le Français Pierre Molineris gagne la Poly Lyonnaise.
- 18 septembre : le Français Charles Coste gagne le Grand prix des Nations.
- 18 septembre : l'Italien Virgilio Salimbeni gagne le Tour d'Émilie.
- 15 septembre : le Belge Emile Vanderveken gagne le Championnat des Flandres.
- 25 septembre : le Français Emile Rol gagne le Tour de Catalogne.
- 25 septembre : le Français Amédée Rolland gagne le Tour d'Ombrie.
- 29 septembre : le Belge André Pieters gagne le Circuit du Houtland.

### Octobre
- 3 octobre : l'Espagnol Joaquim Filba gagne le Tour du Levant. L'épreuve ne reprendra qu'en 1954.
- 9 octobre : 5e manche du championnat d'Italie sur route, l'Italien Mario Ricci gagne le Trophée Bernocchi pour la deuxième fois. À l'issue de la course l'italien Fausto Coppi pour la troisième fois devient champion d'Italie sur route.
- 16 octobre : l'Italien Nedo Logli gagne les Trois vallées varésines.
- 17 octobre : l'Italien Antonio Ausenda gagne la Coppa Agostoni.
- 18 octobre : le Belge André Declerck gagne le Grand Prix de Clôture.
- 23 octobre : Fausto Coppi gagne pour la quatrième fois consécutive le Tour de Lombardie en en battant le record de vitesse[1]. Il s'échappe avec le Français Pierre Molineris qui chute dans la descente du col de Ghisallo. Coppi arrive seul à Milan avec 2 minutes et 38 secondes d'avance sur le Suisse Ferdi Kubler. Il remporte également le Challenge Desgranges-Colombo.

### Novembre
- 6 novembre : pour la première fois le Trophée Baracchi se déroule par Course de Gentlemen, c'est-à-dire par équipes de deux coureurs, la paire italienne Fiorenzo Magni-Adolfo Grosso l'emporte.
- 6 novembre l'Italien Dino Rossi gagne le Tour de Sicile.
- 13 novembre le Français Emile Teissère gagne la Course de côte de la Turbie.
- cette année le championnat d'Allemagne sur route se dispute aux points sur plusieurs épreuves, l'Allemand Otto Schenk devient champion d'Allemagne sur route.

## Principales naissances
- 2 janvier : Leijn Loevesijn, cycliste néerlandais.
- 13 janvier : Fausto Bertoglio, cycliste italien.
- 15 janvier : Peter Vonhof, cycliste allemand.
- 3 février : Hennie Kuiper, cycliste néerlandais.
- 3 mars : Régis Ovion, cycliste français.
- 31 mars : Hans Lutz, cycliste allemand.
- 20 avril : Bernard Quilfen, cycliste et directeur sportif français.
- 27 avril : Pedro Torres, cycliste espagnol.
- 7 mai : Vlastimil Moravec, cycliste tchécoslovaque.
- 14 mai : Klaus-Peter Thaler, cycliste allemand.
- 22 mai : Raymond Martin, cycliste français.
- 4 juin : Maria Canins, cycliste italienne.
- 7 juin : Albert Zweifel, cycliste suisse.
- 22 juin : John Nicholson, cycliste australien.
- 27 juin : Günther Schumacher, cycliste allemand.
- 28 juillet : Rik Van Linden, cycliste belge.
- 8 août : Roger Legeay, cycliste et directeur sportif français.
- 13 août : Tadeusz Mytnik, cycliste polonais.
- 21 août : Keetie van Oosten-Hage, cycliste néerlandaise.
- 25 août : José De Cauwer, cycliste et sélectionneur national belge.
- 28 août : Alain Santy, cycliste français.
- 2 septembre : Jürgen Colombo, cycliste allemand.
- 5 septembre : Patrick McQuaid, cycliste irlandais, président de l'Union cycliste internationale.
- 18 septembre : Guennadi Komnatov, cycliste soviétique.
- 10 octobre : André Chalmel, cycliste français.
- 2 novembre : José Luis Viejo, cycliste espagnol.
- 28 novembre : Gianluigi Stanga, dirigeant d'équipes cyclistes italien.
- 11 décembre : Rafael Antonio Niño, cycliste colombien.

## Principaux décès
- 4 mars : Clarence Kingsbury, cycliste britannique, champion olympique des 20 km et de la poursuite par équipe aux Jeux olympiques de 1908. (° 3 novembre 1882)
- 26 mars : Léon Level, cycliste français. (° 12 juillet 1910)
- 2 avril : Carlo Galetti, cycliste italien, vainqueur du Tour d'Italie en 1910, 1911 et 1912. (° 26 août 1882)
- 26 avril : Tommy Hall, cycliste anglais.
- 3 septembre : Robert Walthour Senior. (° 1er janvier 1878)
- 4 septembre : Paul Chocque, cycliste français. (° 14 juillet 1910)
- 5 novembre : Léon Georget, cycliste français. (° 2 octobre 1879)